# Куп Радивоја Кораћа 2012.
Куп Радивоја Кораћа је 2012. године одржан по шести пут као национални кошаркашки куп Србије, а десети пут под овим именом.  Домаћин завршног турнира био је Ниш у периоду од 16. до 19. фебруара 2012, а сви мечеви су одиграни у Спортском центру Чаир.

## Учесници
На завршном турниру учествује укупно 8 екипа, а право учешћа клуб може стећи по једном од три основа:
- Као учесник Јадранске лиге 2011/12. (4 екипе)
  - По овом основу пласман су обезбедили Партизан mt:s, Црвена звезда ДИВА, Раднички Крагујевац и Хемофарм ШТАДА.
- Као освајач Купа КСС (1 екипа)
  - По овом основу пласман је обезбедио Раднички ФМП.
- Као једна од три најбоље пласиране екипе на половини првог дела такмичења у Кошаркашкој лиги Србије 2011/12. (3 екипе)
  - По овом основу пласман су обезбедили Војводина Србијагас, БКК Раднички и Мега Визура.

## Дворана
| Ниш                  | НишКуп Радивоја Кораћа 2012. на карти Србије |
| Спортски центар Чаир | НишКуп Радивоја Кораћа 2012. на карти Србије |
| Капацитет: 4.800     | НишКуп Радивоја Кораћа 2012. на карти Србије |
|                      | НишКуп Радивоја Кораћа 2012. на карти Србије |

## Четвртфинале
Жреб парова четвртине финала Купа Радивоја Кораћа 2012. обављен је 25. јануара 2012. у просторијама Кошаркашког савеза Србије, у Београду.
| 16. 2. 2012. 18:00 |                                                                      | Партизан mt:s | 98 : 69                                             | Мега Визура | Спортски центар Чаир, Ниш Гледаоци: 3.400 Судије: Александар Глишић, Милан Мажић, Славимир Штосовић |  |
| 16. 2. 2012. 18:00 | Четвртине: 16-20, 24-14, 29-18, 29-17                                |               |                                                     |             | Спортски центар Чаир, Ниш Гледаоци: 3.400 Судије: Александар Глишић, Милан Мажић, Славимир Штосовић |  |
| 16. 2. 2012. 18:00 | Поени: Радуљица 16 Скокови: Чакаревић 9 Асистенције: Кецман, Џејмс 6 |               | Миљеновић 19 Јокић, Луковић, Чантекин 4 Миљеновић 5 |             | Спортски центар Чаир, Ниш Гледаоци: 3.400 Судије: Александар Глишић, Милан Мажић, Славимир Штосовић |  |

| 16. 2. 2012. 20:30 |                                                              | Раднички Крагујевац | 77 : 75                                       | Војводина Србијагас | Спортски центар Чаир, Ниш Гледаоци: 1.250 Судије: Бранко Воркапић, Владимир Весковић, Предраг Миловановић |  |
| 16. 2. 2012. 20:30 | Четвртине: 26-19, 17-22, 19-14, 15-20                        |                     |                                               |                     | Спортски центар Чаир, Ниш Гледаоци: 1.250 Судије: Бранко Воркапић, Владимир Весковић, Предраг Миловановић |  |
| 16. 2. 2012. 20:30 | Поени: Сајмон 17 Скокови: Бирчевић 6 Асистенције: Марковић 6 |                     | Милошевић 16 Дунђерски, Зековић 6 Дунђерски 6 |                     | Спортски центар Чаир, Ниш Гледаоци: 1.250 Судије: Бранко Воркапић, Владимир Весковић, Предраг Миловановић |  |

| 17. 2. 2012. 18:00 |                                                                    | Црвена звезда ДИВА | 88 : 74                                   | БКК Раднички | Спортски центар Чаир, Ниш Гледаоци: 3.400 Судије: Часлав Чукаловић, Марко Пецељ, Радош Арсенијевић |  |
| 17. 2. 2012. 18:00 | Четвртине: 31-18, 25-17, 18-14, 14-25                              |                    |                                           |              | Спортски центар Чаир, Ниш Гледаоци: 3.400 Судије: Часлав Чукаловић, Марко Пецељ, Радош Арсенијевић |  |
| 17. 2. 2012. 18:00 | Поени: Милутиновић 20 Скокови: П. Поповић 8 Асистенције: Недовић 4 |                    | Томић 15 Китановић 7 Болтић, Осмокровић 6 |              | Спортски центар Чаир, Ниш Гледаоци: 3.400 Судије: Часлав Чукаловић, Марко Пецељ, Радош Арсенијевић |  |

| 17. 2. 2012. 20:30 |                                                             | Хемофарм ШТАДА | 84 : 58                               | Раднички ФМП | Спортски центар Чаир, Ниш Гледаоци: 1.200 Судије: Јасмина Јурас, Миодраг Личина, Милорад Милојковић |  |
| 17. 2. 2012. 20:30 | Четвртине: 27-17, 18-18, 25-10, 14-13                       |                |                                       |              | Спортски центар Чаир, Ниш Гледаоци: 1.200 Судије: Јасмина Јурас, Миодраг Личина, Милорад Милојковић |  |
| 17. 2. 2012. 20:30 | Поени: Шутало 17 Скокови: Митровић 8 Асистенције: Нешовић 4 |                | Стојадиновић 16 Тубак 8 Стаменковић 8 |              | Спортски центар Чаир, Ниш Гледаоци: 1.200 Судије: Јасмина Јурас, Миодраг Личина, Милорад Милојковић |  |

## Полуфинале
Према пропозицијама такмичења први полуфинални пар сачињавају тимови победници четвртфиналних мечева одиграних првог дана, а други полуфинални пар сачињавају тимови победници четвртфиналних мечева одиграних другог дана.
| 18. 2. 2012. 18:00 |                                                        | Партизан mt:s | 96 : 75                                                               | Раднички Крагујевац | Спортски центар Чаир, Ниш Гледаоци: 4.200 Судије: Марко Јурас, Миливоје Јовчић, Бранислав Мрдак |  |
| 18. 2. 2012. 18:00 | Четвртине: 19-25, 23-18, 25-11, 29-21                  |               |                                                                       |                     | Спортски центар Чаир, Ниш Гледаоци: 4.200 Судије: Марко Јурас, Миливоје Јовчић, Бранислав Мрдак |  |
| 18. 2. 2012. 18:00 | Поени: Џејмс 17 Скокови: Катић 11 Асистенције: Џејмс 5 |               | Павковић, Сајмон, Синовец 14 Бирчевић, Синовец 4 Марковић, Павковић 3 |                     | Спортски центар Чаир, Ниш Гледаоци: 4.200 Судије: Марко Јурас, Миливоје Јовчић, Бранислав Мрдак |  |

| 18. 2. 2012. 20:30 |                                                              | Црвена звезда ДИВА | 71 : 65                            | Хемофарм ШТАДА | Спортски центар Чаир, Ниш Гледаоци: 4.200 Судије: Саша Маричић, Урош Обркнежевић, Иван Стефановић |  |
| 18. 2. 2012. 20:30 | Четвртине: 26-14, 20-9, 12-17, 13-25                         |                    |                                    |                | Спортски центар Чаир, Ниш Гледаоци: 4.200 Судије: Саша Маричић, Урош Обркнежевић, Иван Стефановић |  |
| 18. 2. 2012. 20:30 | Поени: Б. Поповић 15 Скокови: Суботић 9 Асистенције: Човић 5 |                    | Гагић 14 Пантић 6 Пантић, Шутало 3 |                | Спортски центар Чаир, Ниш Гледаоци: 4.200 Судије: Саша Маричић, Урош Обркнежевић, Иван Стефановић |  |

## Финале
| 19. 2. 2012. 20:30 |                                                              | Партизан mt:s | 64 : 51                                         | Црвена звезда ДИВА | Спортски центар Чаир, Ниш Гледаоци: 4.400 Судије: Илија Белошевић, Милија Војиновић, Драган Нешковић |  |
| 19. 2. 2012. 20:30 | Четвртине: 17-14, 15-13, 15-15, 17-9                         |               |                                                 |                    | Спортски центар Чаир, Ниш Гледаоци: 4.400 Судије: Илија Белошевић, Милија Војиновић, Драган Нешковић |  |
| 19. 2. 2012. 20:30 | Поени: Лучић 11 Скокови: Чакаревић 8 Асистенције: 3 играча 2 |               | Илић, Б. Поповић, Томас 12 Томас 6 Б. Поповић 3 |                    | Спортски центар Чаир, Ниш Гледаоци: 4.400 Судије: Илија Белошевић, Милија Војиновић, Драган Нешковић |  |

| Освајач Купа Радивоја Кораћа 2012. |
| ---------------------------------- |
| Партизан 5. титула.                |